# Kosilnica z nitko
Kosilnica z nitko je orodje za košnjo trave, robide ali pa drugega rastlinja. Na nekatere modele (bencinske) se da namestiti tudi druge nastavke npr. nož s tremi rezili, krožno žago, majhno verižno žago ali pa verigo. 
Glede na pogon obstajata dva tipa:
- Bencinska: ima po navadi dvotaktni motor, potrebuje mazalni dodatek gorivu (tipično v razmerju 1:50), delovna prostornina motorja je vsaj 21 cc. Motor je nameščen na nasprotni strani rezalne glave. Proizvajalci kot so Honda, MTD in Craftsman proizvajajo tudi modele s štiritaktnimi motorji

- Električna: poganja jo električni motor, potrebuje električni podaljšek, obstajajo pa tudi akumulatorske. Motor je nameščen v rezalni glavi. Moč je okrog 400-1200 W, največja debelina nitke je 2,5 mm.

Kosilnico z nitko je izumil teksačan George Ballas v 1970ih.